# Étalon
Étalon är en kommun i departementet Somme i regionen Hauts-de-France i norra Frankrike. Kommunen ligger i kantonen Roye som tillhör arrondissementet Montdidier. År 2022 hade Étalon 128 invånare.

## Befolkningsutveckling
Antalet invånare i kommunen Étalon
| Referens: INSEE |